# Рунавік
Рунавік (фар. Runavík) — населений пункт на острові Естурой (Фарерські острови).
Рунавік розташований на східному березі фіорду Скалафіордур північніше муніципалитету Нес і є адміністративним центром однойменного муніципалітету.
Населення селища — 470 людей (2006). Селище засноване в 1916 році, а сучасну назву отримало в 1938 році.
В затоці збудований великий рибний порт з перерорбною фабрикою.
В Рунавіку грає муніципальний футбольний клуб «НСІ Рунавік», який в 2007 році став чемпіоном країни.

## Галерея

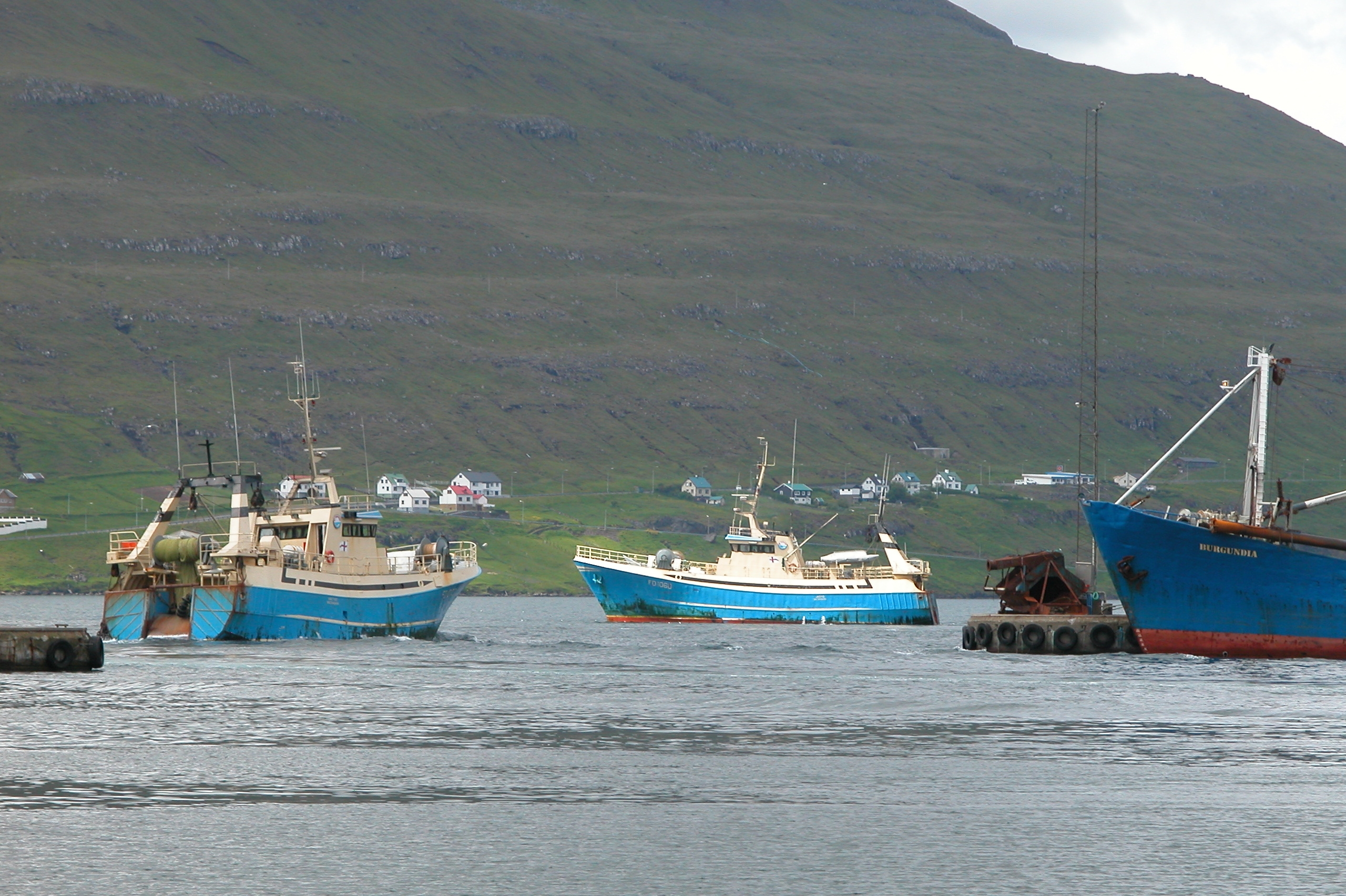
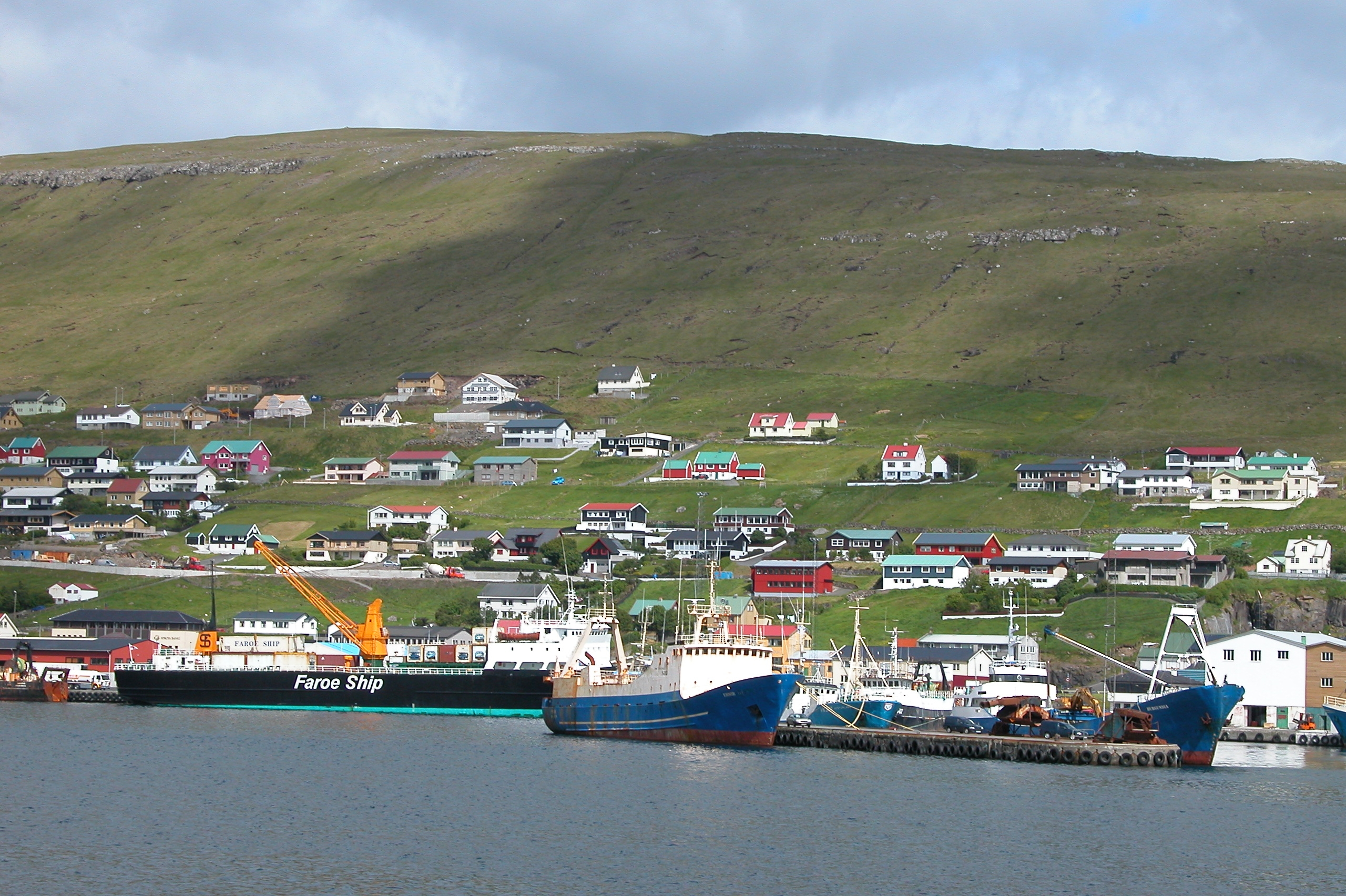
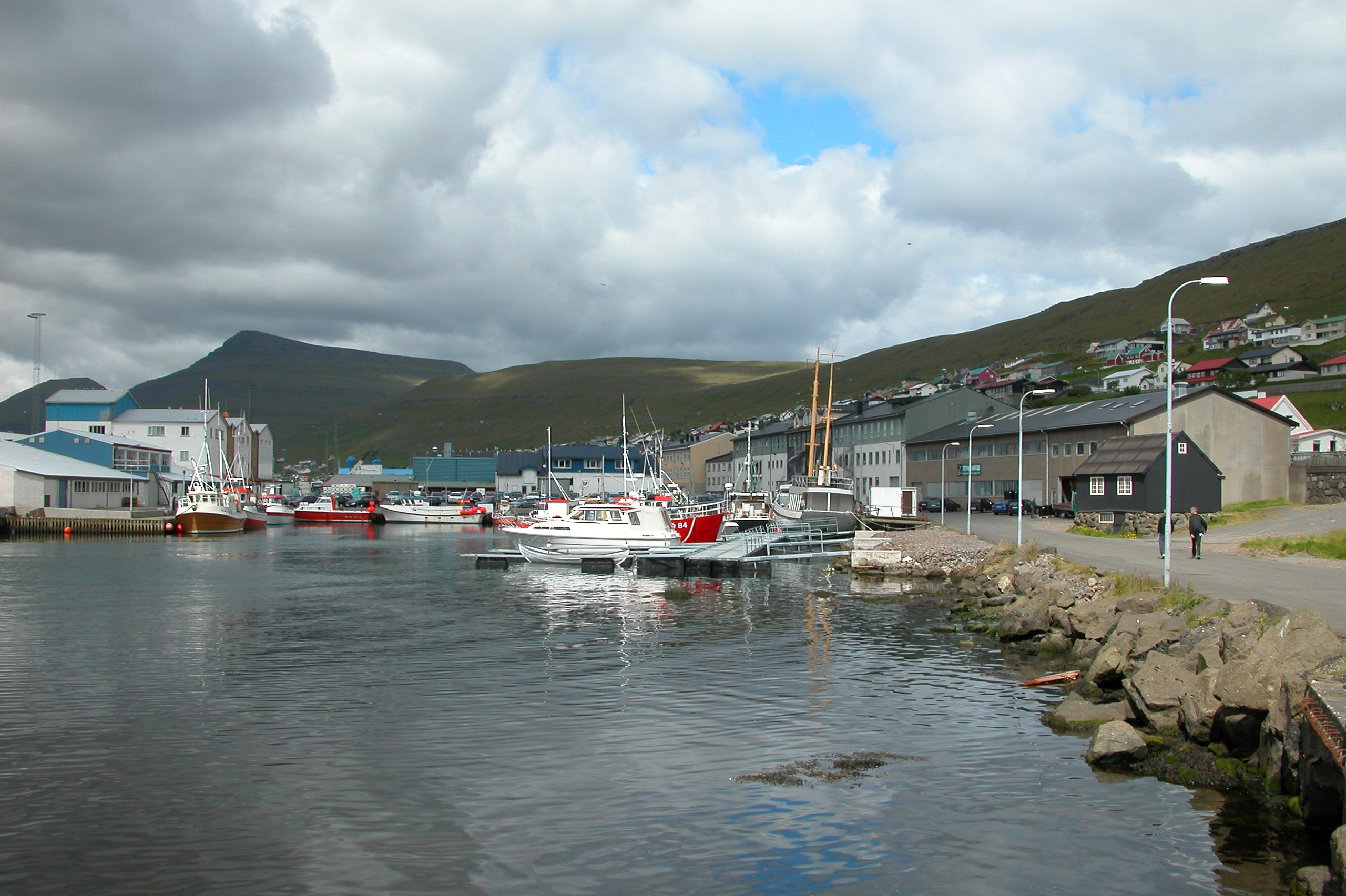